# Зарічанська сільська рада (Чемеровецький район)
Заріча́нська сільська́ ра́да — адміністративно-територіальна одиниця та орган місцевого самоврядування в Чемеровецькому районі Хмельницької області. Адміністративний центр — село Зарічанка.

## Загальні відомості
Зарічанська сільська рада утворена в 1946 році.
- Територія ради: 4,956 км²
- Населення ради: 1 741 особа (станом на 2001 рік)
- Територією ради протікає річка Жванчик

## Населені пункти
Сільській раді були підпорядковані населені пункти:
- с. Зарічанка
- с. Драганівка

## Склад ради
Рада складалася з 16 депутатів та голови.
- Голова ради: Олійник Володимир Івнович
- Секретар ради: Пекарчук Ольга Дмитрівна

### Керівний склад попередніх скликань
| Прізвище, ім'я, по батькові | Основні відомості                                                               | Дата обрання | Дата звільнення |
| --------------------------- | ------------------------------------------------------------------------------- | ------------ | --------------- |
| Олійник Володимир Іванович  | Сільський голова, 1958 року народження, член Української Народної Партії        | 26.03.2006   | 31.10.2010      |
| Олійник Володимир Івнович   | Сільський голова, 1958 року народження, освіта середня спеціальна, безпартійний | 31.10.2010   |                 |

Примітка: таблиця складена за даними сайту Верховної Ради України

### Депутати
За результатами місцевих виборів 2010 року депутатами ради стали:

#### За суб'єктами висування
| Суб'єкт висування | Кількість обраних депутатів | %   |
| ----------------- | --------------------------- | --- |
| Самовисування     | 16                          | 100 |

#### За округами
| № округу | Прізвище, ім'я, по батькові    | Дата визнання обраним | Освіта             | Партійна приналежність | Відомості про обраного депутата                                              |
| -------- | ------------------------------ | --------------------- | ------------------ | ---------------------- | ---------------------------------------------------------------------------- |
| 1        | Антоняк Анатолій Васильович    | 11.11.2010            | середня            | позапартійний          | Філія Кам'янець-Подільської дорожно-експлуатаційної дільниці, шофер          |
| 2        | Асафат Володимир Іванович      | 11.11.2010            | незакінчена вища   | позапартійний          | Сільськогосподарський кооператив «Поділля», завідувач зерноскладом           |
| 3        | Гамасюк Сергій Анатолійович    | 11.11.2010            | середня спеціальна | позапартійний          | Сільськогосподарський кооператив «Поділля», бригадир тракторної бригади      |
| 4        | Гуменюк Ігор Васильович        | 11.11.2010            | середня спеціальна | позапартійний          | тимчасово не працює                                                          |
| 5        | Жилюк Микола Михайлович        | 11.11.2010            | середня            | позапартійний          | Сільськогосподарський кооператив «Поділля», завідувач господарською частиною |
| 6        | Карпець Галина Олексіївна      | 11.11.2010            | вища               | позапартійна           | Зарічанська туберкульозна лікарня, ординатор                                 |
| 7        | Ластавчук Олександр Іванович   | 11.11.2010            | вища               | позапартійний          | Сільськогосподарський кооператив «Поділля», головний інженер                 |
| 8        | Лучко Михайло Васильович       | 11.11.2010            | вища               | позапартійний          | Сільськогосподарський кооператив «Поділля», завідувач гаражами               |
| 9        | Навроцька Антоніна Григорівна  | 11.11.2010            | вища               | позапартійна           | тимчасово не працює                                                          |
| 10       | Натальський Віктор Миколайович | 11.11.2010            | середня            | позапартійний          | приватний підприємець                                                        |
| 11       | Пекарчук Ольга Дмитрівна       | 11.11.2010            | вища               | позапартійна           | Зарічанська сільська рада, секретар                                          |
| 12       | Рудий Володимир Анатолійович   | 11.11.2010            | вища               | позапартійний          | Зарічанська загальноосвітня школа І-ІІ ст., вчитель                          |
| 13       | Савель Анатолій Володимирович  | 11.11.2010            | вища               | позапартійний          | Сільськогосподарський кооператив «Поділля», завідувач механічною майстернею  |
| 14       | Солодкий Василь Михайлович     | 11.11.2010            | вища               | позапартійний          | Сільськогосподарський кооператив «Поділля», головний зоотехнікь              |
| 15       | Смик Анатолій Андрійович       | 11.11.2010            | вища               | позапартійний          | Сільськогосподарський кооператив «Поділля», головний агроном                 |
| 16       | Турик Василь Миколайович       | 11.11.2010            | середня спеціальна | позапартійний          | Сільськогосподарський кооператив «Поділля», бригадир тракторної бригади      |